# Daphne Akhurst Cozens
Daphne Jessie Cozens z domu Akhurst (ur. 22 kwietnia 1903 w Ashfield, zm. 9 stycznia 1933 w Sydney) – australijska tenisistka.

## Kariera tenisowa
Daphne była drugą córką Oscara Jamesa Akhursta i jego żony, Jessie Florence Smith. Od dzieciństwa interesowała się muzyką, grała na fortepianie. Została nauczycielką muzyki i dawała koncerty w klubach muzycznych.
W szkole Daphne interesowała się tenisem. W latach 1917 – 1920 wygrywała Mistrzostwa Uczennic Nowej Południowej Walii w grze pojedynczej. W 1923 odniosła zwycięstwo ważnym turnieju w hrabstwie Cumberland, co było początkiem serii wielu wspaniałych sukcesów. W styczniu 1924 roku znalazła się w drabince gry pojedynczej kobiet siedemnastej edycji Mistrzostw Australazji (obecnie znanych jako wielkoszlemowy Australian Open; kobiety rywalizowały w turnieju po raz trzeci z rzędu). Zmagania miały miejsce na trawiastych kortach Warehouseman's Cricket Ground w Melbourne. Akhurst doszła do półfinału, przegrywając 1:6, 4:6 z Esną Boyd. W grze podwójnej wywalczyła mistrzostwo w parze Sylvią Lance. W decydującym spotkaniu pokonały Kathleen Le Messurier i Meryl O’Harę Wood 7:5, 6:2. Daphne triumfowała również w grze mieszanej w duecie z Jimem Willardem. Swoich finałowych rywali, Esnę Boyd i Gartona Hone ograli wynikiem 6:3, 6:4.
31 stycznia 1925 niespełna 22-letnia Akhurst została po raz pierwszy singlową mistrzynią Australazji. Zwycięstwo odniosła przed swoją własną publicznością, na obiekcie White City Stadium w Sydney. W finałowej rozgrywce rezultatem 1:6, 8:6, 6:4 pokonała Esnę Boyd z Melbourne. W całym turnieju straciła tylko dwa sety, z czego pierwszego w meczu drugiej rundy przeciwko Margaret Wilson.
Daphne zdobyła w 1925 koronę całych zawodów, zwyciężając również w rywalizacji deblistek w parze z Sylvią Harper i w mikstach z Jimem Willardem.
Latem 1925 roku została członkinią pierwszej drużyny australijskich tenisistek, które zdecydowały się popłynąć do Europy, by wystartować w tamtejszych turniejach tenisowych. Tym sposobem w czerwcu jej nazwisko znalazło się w drabince głównej Wimbledonu. Do Anglii pojechało pięć zawodniczek: Akhurst, Boyd, Floris St. George, W. J. Melody i Lorna Utz. Akhurst i Boyd zdołały dostać się do ćwierćfinałów. Tenisistka z Sydney przegrała w tej fazie rozgrywek z Joan Fry 6:2, 4:6, 3:6, natomiast zawodniczka z Melbourne uległa Kitty McKane 1:6, 1:6.

## Życie prywatne
26 lutego 1930 w St. Philip's Church of England w Sydney mężem Akhurst został Royston Stuckey Cozens, który był biznesmenem, zajmował się sprzedażą tabaki i grał zawodowo w krykieta dla Western Suburbs. Para znała się od dzieciństwa. Małżeństwo spowodowało, że Daphne zrezygnowała z kontynuowania swojej kariery tenisowej w styczniu 1931. 16 lipca 1932 roku na świat przyszedł jej syn, Dan Cozens. W styczniu 1933 rozgrywała w pobliskim Prattern Park towarzyski mecz ze swoją przyjaciółką i partnerką deblową, Louie Bickerton. Kilka dni później zasłabła i trafiła do prywatnego szpitala w Sydney, gdzie rozpoznano u niej ciążę pozamaciczną. Wykonano operację w znieczuleniu ogólnym, jednak Daphne Cozens nie odzyskała już przytomności i zmarła 9 stycznia. Jej śmierć była szokiem dla mieszkańców Australii. Ciało tenisistki zostało skremowane.
11 stycznia 1933 w kościele Świętej Anny w Strathfield miał miejsce pogrzeb zawodniczki. Uczestniczył w nim jej mąż, rodzice, brat Phil Akhurst, siostra Madeleine Irby, wuj Arthur Griffith, kuzyni Carl i Val Akhurst, prezydent Federacji Tenisowej Nowej Południowej Walii, Frank Keach.
13 września 1933 roku Federacja Tenisowa Nowej Południowej Walii zdecydowała, że puchar przyznawany mistrzyniom Międzynarodowych Mistrzostw Australii w grze pojedynczej (dziś znanych jako Australian Open) będzie nosił imię Daphne Akhurst Cozens. Do tej pory przyznawano kobietom trofeum imienia Anthony’ego Wildinga. Dodatkowo zdecydowano o rozgrywaniu każdego roku memoriału imienia zmarłej tenisistki.
Wdowiec po Daphne Akhurst, Royston Cozens, w 1935 roku ożenił się z jej przyjaciółką, Louie Bickerton. 27 stycznia 1937 urodziła się ich córka. Pozostali w małżeństwie przez sześćdziesiąt pięć lat i oboje zmarli w 1998.
26 stycznia 2006 roku przyjęta do Australian Tennis Hall of Fame, zaś w 2013 roku została członkinią Międzynarodowej Tenisowej Galerii Sławy.

## Wygrane turnieje wielkoszlemowe

### gra pojedyncza (5)
|    | Data | Turniej   | Naw.      | Finalistka          | Wynik          |
| 1. | 1925 | Sydney    | trawiasta | Esna Boyd           | 1:6, 8:6, 6:4  |
| 2. | 1926 | Adelajda  | trawiasta | Esna Boyd           | 6:1, 6:3       |
| 3. | 1928 | Sydney    | trawiasta | Esna Boyd           | 7:5, 6:2       |
| 4. | 1929 | Adelajda  | trawiasta | Louie Bickerton     | 6:1, 5:7, 6:2  |
| 5. | 1930 | Melbourne | trawiasta | Sylvia Lance Harper | 10:8, 2:6, 7:5 |

### gra podwójna (5)
|    | Data | Turniej   | Naw.      | Partnerka           | Finalistki                              | Wynik         |
| 1. | 1924 | Melbourne | trawiasta | Sylvia Lance Harper | Kathleen Le Messurier Meryl O’Hara Wood | 7:5, 6:2      |
| 2. | 1925 | Sydney    | trawiasta | Sylvia Lance Harper | Kathleen Le Messurier Esna Boyd         | 6:4, 6:3      |
| 3. | 1928 | Sydney    | trawiasta | Esna Boyd           | Kathleen Le Messurier Dorothy Weston    | 6:3, 6:1      |
| 4. | 1929 | Adelajda  | trawiasta | Louie Bickerton     | Sylvia Lance Harper Meryl O’Hara Wood   | 6:2, 3:6, 6:2 |
| 5. | 1931 | Sydney    | trawiasta | Louie Bickerton     | Nell Lloyd Lorna Utz                    | 6:0, 6:4      |

### gra mieszana (4)
|    | Data | Turniej'  | Naw.      | Partner      | Finaliści                           | Wynik    |
| 1. | 1924 | Melbourne | trawiasta | John Willard | Esna Boyd Gar Hone                  | 6:3, 6:4 |
| 2. | 1925 | Sydney    | trawiasta | John Willard | Sylvia Lance Harper Bob Schlesinger | 6:4, 6:4 |
| 3. | 1928 | Sydney    | trawiasta | Jean Borotra | Esna Boyd Jack Hawkes               | walkower |
| 4. | 1929 | Adelajda  | trawiasta | Edgar Moon   | Marjorie Cox Crawford Jack Crawford | 6:0, 7:5 |